# Asociación Deportiva Santa Rosa Guachipilín
La Asociación Deportiva Santa Rosa Guachipilín es un club de fútbol profesional salvadoreño con sede en Santa Rosa Guachipilín, El Salvador. El club juega actualmente en la Segunda División de El Salvador.

## Historia
El 27 de mayo de 2018, Santa Rosa Guachipilín ganó la final de la eliminatoria de la Tercera División contra Turín FESA para obtener el ascenso a la segunda división.

## Palmarés
- Tercera División
  - Campeón: Apertura 2017
  - Campeón: 2017-18 (Campeón Play-off)

- Liga Mayor de Fútbol Aficionado Primera Categoría
  - Campeón: 2016

## Entrenadores
- Samuel Maldonado (- Dic 2018)
- Carlos Martínez (Dic 2018 -)